# ابی هافمن (فعال سیاسی)
ابات هوارد هافمن (۳۰ نوامبر ۱۹۳۶– ۱۲ آوریل ۱۹۸۹) معروف به ابی هافمن، یک فعال سیاسی و اجتماعی آمریکایی بود که بنیانگذار حزب بین‌المللی جوانان («ییپی‌ها») بود. او همچنین یکی از طرفداران اصلی جنبش قدرت گل بود.
هافمن با اتهام توطئه و دامن زدن به شورش به دلیل نقش خود در اعتراضاتی که منجر به درگیری خشونت‌آمیز با پلیس در طی کنوانسیون ملی دموکراتیک ۱۹۶۸ شد، به همراه جری روبین، دیوید دلینگر، تام هایدن، رنی دیویس، جان فروینز و لی وینر و بابی سیل دستگیر محاکمه شد. این گروه در مجموع به عنوان «هشت شیکاگو» شناخته می‌شدند. وقتی دادستانی Seale از سایرین جدا شد، آنها به شیکاگو هفت معروف شدند. تجدیدنظر در احکام آنها در حالی که متهمان ابتدا به قصد تحریک شورش محکوم شدند، لغو شد.
هافمن فعالیت خود را تا دهه ۱۹۷۰ ادامه داد و همچنان نمادی از جنبش ضد جنگ و دوران ضد فرهنگ است. وی در سال ۱۹۸۹ و در ۵۲ سالگی، با مصرف بیش از حد فنوباربیتال خودکشی نمود.

## سنین جوانی و تحصیل
هافمن ۳۰ نوامبر ۱۹۳۶ در وورستر، ماساچوست، در فلورانس (شانبرگ) و جان هافمن متولد شد. هافمن در یک خانوار طبقه متوسط یهودی بزرگ شده بود و دارای دو خواهر و برادر کوچکتر بود. وی در دوران کودکی در دهه‌های ۱۹۴۰ و ۱۹۵۰ عضوی از آنچه «نسل انتقالی بین بیتنیک‌ها و هیپیها» توصیف شده بود، بود. او دوران کودکی خود را «بت‌پرست» و دهه ۱۹۴۰ را «زمان بسیار خوبی برای بزرگ شدن» توصیف کرد.
در طول دوران مدرسه، او به عنوان یک مزاحم شناخته شد که دعوا را شروع می‌کرد، شوخی می‌کرد، اموال مدرسه را خراب می‌کرد و با نام کوچک به معلمان مراجعه می‌کرد. در سال دوم، هافمن از دبیرستان کلاسیک، یک دبیرستان دولتی که اکنون در Worcester تعطیل است، اخراج شد. به عنوان یک ملحد، هافمن مقاله ای نوشت و اعلام کرد که: «خدا احتمالاً نمی‌توانست وجود داشته باشد، زیرا اگر چنین بود، هیچ رنجی در جهان وجود نخواهد داشت.» معلم عصبانی کاغذ را پاره کرد و او را «یک پانک کمونیست» خواند. هافمن روی معلم پرید و شروع به درگیری با او کرد تا اینکه مهار شد و از مدرسه برکنار شد. در ۳ ژوئن ۱۹۵۴، هافمن ۱۷ ساله برای اولین بار به جرم رانندگی بدون گواهینامه دستگیر شد. وی پس از اخراج، در آکادمی Worcester حضور یافت و در سال ۱۹۵۵ فارغ‌التحصیل شد. هافمن در دهه ۱۹۵۰ رفتارهای زیادی مانند نوجوانان سرکش مانند موتور سواری، کت چرمی پوشیدن و آرایش موی دم اسبی انجام داد.
پس از فارغ‌التحصیلی، وی در دانشگاه برندایس ثبت نام کرد، جایی که وی زیر نظر اساتیدی مانند روان‌شناس برجسته آبراهام مزلو، که اغلب پدر روان‌شناسی انسان‌گرایانه محسوب می‌شد، تحصیل کرد. وی همچنین دانشجوی نظریه‌پرداز مارکسیست هربرت مارکوزه بود، که به گفته هافمن تأثیر زیادی بر نگاه سیاسی وی داشت. هافمن بعداً از تأثیر مارکوزه در جریان فعالیت خود و نظریه‌هایش دربارهٔ انقلاب استناد کرد. او در تیم تنیس برندیز بود، که مربی آن یک روزنامه‌نگار بود. در پاییز، او در دانشگاه کالیفرنیا، برکلی ثبت نام کرد ، و در آنجا دوره‌های کارشناسی ارشد روان‌شناسی را گذراند. اندکی بعد، وی در مه ۱۹۶۰ با دوست دختر باردار خود شیلا کارکلین ازدواج کرد.
جنازه هافمن در ۱۲ آوریل ۱۹۸۹ در ۵۲ سالگی در آپارتمانش در شهر سولبری، پنسیلوانیا، پیدا شد. علت مرگ، خودکشی در اثر مصرف بیش از حد ۱۵۰ قرص فنوباربیتال و مشروب بود. دویست صفحه از یادداشت‌های دست‌نویس در خانه بود که بسیاری از آنها به جزئیات حالات او پرداختند. او در سال ۱۹۸۰ با اختلال دوقطبی تشخیص داده شد. او اخیراً داروهای درمانی خود را تغییر داده بود و طبق گزارش‌ها زمانی که مادر ۸۳ ساله‌اش به سرطان مبتلا شد (او در سال ۱۹۹۶ در ۹۰ سالگی درگذشت) افسرده بود. برخی از نزدیکان او ادعا کردند که او همچنین از رسیدن به میانسالی ناراضی است، همراه با این واقعیت که تحولات لیبرال دهه ۱۹۶۰ واکنش محافظه کارانه ای را در دهه ۱۹۸۰ ایجاد کرده بود. او در سال ۱۹۸۴ ابراز ناراحتی کرده بود که نسل کنونی جوانان به اندازه جوانان در دهه ۱۹۶۰ علاقه ای به اعتراض و فعالیت اجتماعی ندارند.
مرگ او رسماً خودکشی اعلام شد. همکار هافمن، متهم شیکاگو سون، دیوید دلینگر، در این مورد بحث کرد. او گفت: «من یک لحظه هم موضوع خودکشی را باور نمی‌کنم» و گفت که هافمن «برنامه‌های متعددی برای آینده داشت.» با این حال، پزشکی قانونی پای این حکم ایستاد و گفت: هیچ راهی برای مصرف این مقدار فنوباربیتال بدون عمد وجود ندارد، عمدی و خودخواسته بوده‌است.
مراسم یادبود او یک هفته بعد در ووستر، ماساچوست، در معبد امانوئل، کنیسه ای که او در کودکی در آن حضور داشت، با حضور ۱۰۰۰ دوست و اعضای خانواده برگزار شد.